# Motovilci
Motovilci (Hongaars: Mottyolád) is een plaats in Slovenië en maakt deel uit van de gemeente Grad in de NUTS-3-regio Pomurska. De plaats telde 263 inwoners op 1 januari 2020.